# Satemové a kentumové jazyky
Satemové a kentumové jazyky jsou dvě skupiny jazyků, které se vyvinuly z původního praindoevropského základu a kontrastně vyslovují slova se společným původem.

## Důvody pro dělení jazyků na satemové a kentumové

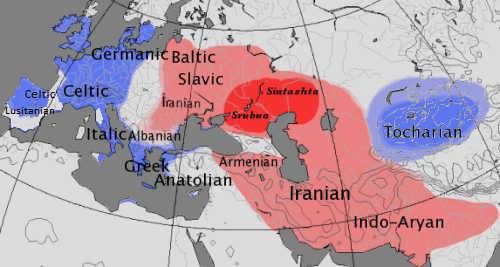
Satemové jazyky červeně, kentumové jazyky modře.

Indoevropské jazyky mají společných mnoho slov (tzv. kognáty – slova se společným původem), proto se předpokládá, že vycházejí z nějakého společného základu, prapůvodního jazyka, ze kterého se postupně rozrůzňovaly. Tento vývoj se ilustruje na kontrastní výslovnosti číslovky 100 a hovoří se o satemových a kentumových jazycích.
V avestánštině (v avestě) se „100“ vyslovilo [satəm], proto satemové jazyky, například staroindicky satám, praslovansky sъto, litevsky šimtas, lotyšsky simts, podobně se vyslovuje „sto“ i ve slovanských jazycích. Satemové jazyky zahrnují indické, baltské, indoíránské, slovanské jazyky, dále arménštinu, tráčtinu, albánštinu aj.
Naproti tomu se ve staré latině četlo c jako [k] a centum (číslovka 100) se vyslovila jako kentum, proto kentumové jazyky, například řecky ha katon [heketon], gótsky hund [hund], německy hundert, anglicky hundred [handrid]. Mezi kentumové proto patří jazyky germánské, keltské, italické a tocharština, tzn. ze známých jazyků němčina, angličtina, italština či řečtina.

### Otázka původní výslovnosti
Je však otázkou, jaká byla původní výslovnost. Zde se vyšlo z faktu, že každá hláska má své místo tvoření v mluvidlech, a navíc se předpokládá, že při vývoji jazyků se toto místo postupně přesouvá, ale že neskáče na odlehlé místo v rámci mluvidel. Víceméně jen lingvistickým konsensem byla v 19. století stanovená za výchozí hlásku palatální velára [kj] (horním indexem j označuje IPA palatalizovanou, změkčenou výslovnost). Palatální veláry jsou změkčené souhlásky vznikající na hranici měkkého zadního a tvrdého předního patra; latinsky velum a palatum. Vadou na kráse této teorie je fakt, že žádný známý jazyk číslovku 100 takto nevyslovuje.
U satemových jazyků se předpokládá, že původní indoevropské palatální veláry typu kj, gj, chj se vyslovovaly stále měkčeji, až se přeměnily v sykavky, tzn. výslovnost se posouvala směrem od patra k zubům. V protikladu k satemovým jazykům stojí kentumové jazyky, ve kterých stejné měkčené palatální veláry naopak tvrdly a změnily se v obyčejné veláry (české k, g), tzn. výslovnost se posouvala od tvrdého patra (palatum) směrem k měkkému (velum). V satemových jazycích se tedy místo tvoření hlásky posouvalo směrem dopředu (ventrálně) a v kentumových dozadu (dorzálně).

### Slabiny této teorie
Tento pohyb místa tvoření hlásek je však do značné míry chaotický, protože již ve zmíněné latině se až dlouho po rozdělení satemových a kentumových jazyků opět velární výslovnost 100 [kentum] vrací k palatálnímu [centum], ale jen v těch případech, kdy následuje přední samohláska (e, i). Tento nepředvídatelný pohyb místa tvoření hlásek v rámci mluvidel je hlavní důvod, proč je pochybné považovat měkčené veláry – totiž pomyslný střed mezi velárami a palatálami – za výchozí bod vývoje indoevropských jazyků k satemovým a kentumovým jazykům. Samotná existence těchto dvou jazykových skupin je však empiricky nepochybná.
Otázky vzbuzuje i geografické rozložení areálu: proti pravidlu, že kentumové jazyky vznikly na „západě“ a satemové jsou východní, vystupuje tocharština, která se užívala na samém východním okraji regionu užívání indoevropských jazyků.